# Euploea labreyi
Euploea labreyi är en fjärilsart som beskrevs av Moore 1883. Euploea labreyi ingår i släktet Euploea och familjen praktfjärilar. Inga underarter finns listade i Catalogue of Life.